# ترنتزو
ترنتزو (به ایتالیایی: Terenzo) یک کومونه در ایتالیا است که در استان پارما واقع شده‌است. ترنتزو ۷۲٫۴ کیلومتر مربع مساحت و ۱٬۲۵۰ نفر جمعیت دارد.